# Albert Drexel
Albert Drexel (* 18. Juni 1889 in Hohenems; † 9. März 1977 in St. Gallen) war ein österreichischer katholischer Priester, Sprachwissenschaftler und Völkerkundler.

## Biographie
Ab 1917 studierte er an der Universität Innsbruck. 1923 gründete er die Fachzeitschrift Bibliotheca Africana. 1933 wurde er Professor an der Pontificia Universitas Urbaniana berufen. Dort dozierte er bis 1936 und kehrte danach nach Innsbruck zurück. Er wurde auf dem Friedhof von Batschuns begraben.

## Schriften (Auswahl)
- Der Retter Roms. Geschichtliches Drama. Zürich 1965.
- Ein Neuer Prophet. Teilhard de Chardin, Analyse einer Ideologie. Stein am Rhein 1971.
- Katholisches Glaubensbuch. Ein Erwachsenen-Katechismus. Stein am Rhein 1972, ISBN 3-7171-0521-3.
- Der alte Glaube und die neue Zeit. Stein am Rhein 1975, ISBN 3-7171-0627-9.